# Adelina (Natura 2000)
Adelina (kod PLH060084) – specjalny obszar ochrony siedlisk sieci Natura 2000, zlokalizowany na terenie województwa lubelskiego. Obszar obejmuje powierzchnię 493,97 ha. Teren wyznaczony został w celu długotrwałego zabezpieczenia naturalnych siedlisk życia, populacji zagrożonych wymarciem gatunków roślin (obuwik pospolity Cypripedium calceolus oraz starodub łąkowy Angelica palustris (Ostericum palustre)) oraz populacji zagrożonych wymarciem gatunków zwierząt (z wyłączeniem ptaków) takich jak: czerwończyk nieparek Lycaena dispar, 
kumak nizinny Bombina bombina,
modraszek nausitous Maculinea (Phengaris) nausithous,
modraszek telejus Maculinea (Phengaris) teleius,
poczwarówka zwężona Vertigo angustior,
różanka Rhodeus sericeus amarus.

## Siedliska pod ochroną
- grąd środkowoeuropejski i grąd subkontynentalny (Galio-Carpinetum, Tilio-Carpinetum)